# フルダ・ガルボルグ

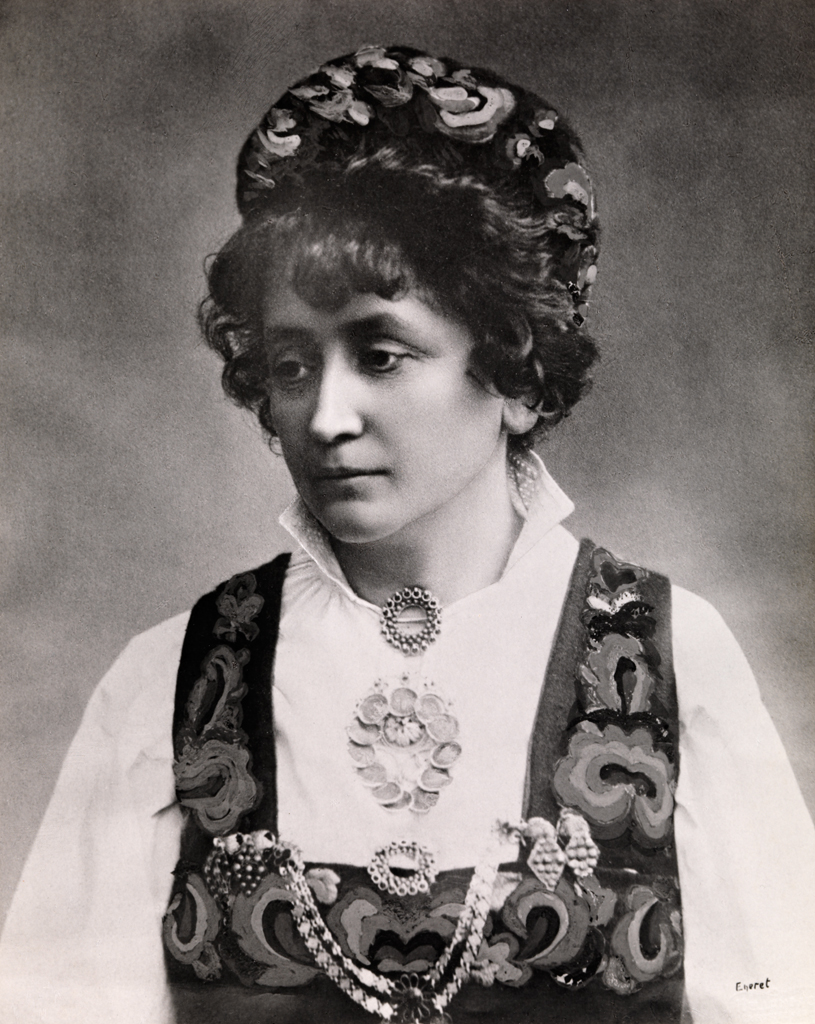
フルダ・ガルボルグ

カレン・フルダ・ガルボルグ（Karen Hulda Garborg、1862年2月22日 - 1934年11月5日）はノルウェーの作家、舞踊家、劇場の指導者。ヘードマルク県ハーマルの生まれ。アルネ・ガルボルグ（no:Arne Garborg）と結婚した。
若い頃、クリスチァニア（現在のオスロ）に移住し、労働運動とノルウェーの建国、特に言語運動に従事した。彼女は女優になりたかったが、弁護士であった父と母が離婚後、母子家庭となり、家家計を助けるため、店で働かざるを得なかった。文筆業の夫と結婚後、彼女自身も演劇・民族舞踊・音楽を素材として新聞等に記事を執筆。また、小説を公刊した。1932年には文化への貢献により叙勲の栄誉を受けている。